# 戈连卡河 (萨哈林州)
戈连卡河（俄語：Река Горянка）或古丹岸川（日语：／）是萨哈林州波罗奈区的河流，源起东利相斯基山脉恰雷什山，先向北流，再折向东北，绕过禁区山，纳德波罗日纳亚河和索先河汇流称戈连卡河，向东南流，在东方村附近注入捷尔佩尼耶湾，长32公里，流域面积210平方公里。在东方村附近宽15米，深0.5米，流速0.5米每秒。

## 引用
1. ↑  М·Г·瓦西科夫斯基. . 列宁格勒: 气象出版社. 1973 （俄语）.
2. ↑  . 国家水登记处.   [2023-10-24]. （原始内容存档于2016-03-05） （俄语）.